# Gumperts hörna

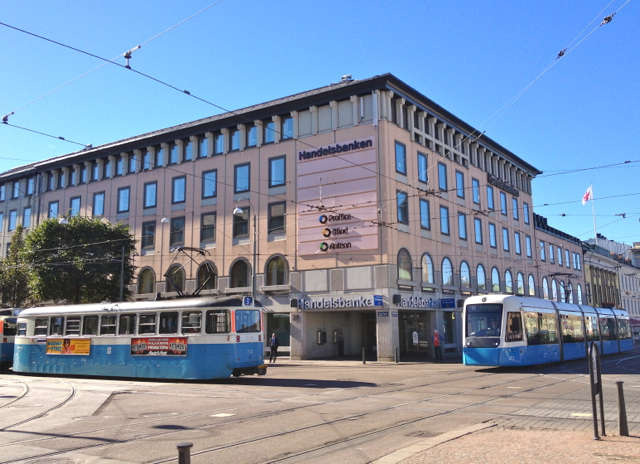
Gumperts bokhandel fanns i hörnfastigheten Södra och Östra Hamngatan mellan 1871 och 1978 och platsen kallas Gumperts hörna. Huset på bilden invigdes 1978.

Gumperts hörna, (göteborgska: Gumperts hörne) kallas det hörn i Göteborg där Östra och Södra Hamngatan möts på södra sidan av Fontänbron. Det var i många år en klassisk mötesplats för göteborgarna. Husadressen är Östra Hamngatan 23-27/Södra Hamngatan 33-35.

## Historia
Skotten Thomas Stewart (död 1631) är den tidigaste ägaren som gått att spåra till den så kallade Gumpertska hörntomten nr 20 i 5:e roten, del av 15 kvarteret Frimuraren nr 12. Han uppförde också ett hus på tomten. Rådman Jöran Henriksson (död 1677) blev 1637 nästa ägare, och 1663 står dennes son Henrik Jöransson, som ägare. År 1678 omtalas ett stenhus på hörntomten. För perioden 1682–95 saknas tomtöreslängder, men 1696 ägde Johanna Schröder gården, änka efter Christopher Christophersson (död 1694). De arbetade på Järnvågen. Från bruken i Värmland och Bergslagen köpte de stångjärn som de sålde till tyskar och engelsmän. Vid denna tidpunkt kallades hörnet för "Christopher Christopherssons hörne."
Tomten stod öde några är efter den omfattande storbranden i april 1721, men i november 1724 sålde Johanna Schröders arvingar tomten på auktion till kommissarien Johan Busch. Denne sålde redan i december samma år tomten vidare för 1 510 daler silvermynt till handlanden Johan Persson Granberg. År 1730 anges handelsmannen Magnus Ahlgren som ägare av hörngården. Åren 1745-50 står hans änka som ägare, därefter handelsmannen Petter Granberg 1755–65. "Herr Richard Söderström" uppges som ägare i juni 1772, då han för 11 100 daler silvermynt köpt fastigheten på exekutiv auktion.
Grosshandlare Lars Kåhre köpte därefter fastigheten för 3 750 riksdaler, generalauditören Hallenstedt blev nästa ägare 1787-89, därpå handelsman Olof Sandahl år 1790. I december 1802 härjade en storbrand i staden och ännu en gång ödelades hela kvarteret, vilket fick myndigheterna att förbjuda uppförande av fler byggnader i trä. Endast fastigheter byggda i sten tilläts. År 1805 förvärvade stadskirurgen Anders Brulin fastigheten, och lät uppföra just en sådan byggnad i tre våningar på tomten. Huset ritades av den danska arkitekten Michael Bälkow. År 1842 ärvdes byggnaden av Brulins då tvååriga sonson och fem år senare såldes fastigheten av sonsonens förmyndare till handelsbolaget Ullgren & Holter för 27 050 kronor.
Handlanden Martin Holterman står som ägare 1856. Skräddaren Christian E. Rosenlöf övertog huset 1863, varpå huset fick namnet Rosenlöfska huset, men han sålde det vidare redan 1866 till bokhandlare Frans P:son Beijer i Gumperts bokhandel. Då Beijer flyttade till Stockholm 1869, övertog hans kompanjon Magnus Kindahl både verksamheten och huset. Efter en ombyggnad flyttade bokhandeln in i huset i december 1871, med bokavdelningen åt Södra Hamngatan och pappersavdelningen åt Östra Hamngatan. Bokhandelns fullständiga namn var N.J. Gumperts bokhandel. Det är från den namnet Gumperts hörna kommer. År 1886 köptes en del av en angränsande tomt och nya tillbyggnader gjordes då på huset.
I slutet av 1800-talet ökade trafiken på Östra Hamngatan, som på den tiden gick på båda sidor av Östra Hamnkanalen. En insamling startades för att kanalen skulle fyllas igen. Initiativtagare var husägarna längs kanalen med Ferdinand Lundqvist och Emil Bräutigam i spetsen. Den 2 december 1898 beslöt Stadsfullmäktige att Östra Hamnkanalen skulle fyllas igen mellan Brunnsparken och Kungsportsplatsen, men mellan Brunnsparken och Lilla Bommen fick kanalen vara kvar till 1936 då även den delen fylldes igen. År 1922 renoverades huset på nytt, bokhandeln hade expanderat och affärerna gick bra. I mitten av 1950-talet togs själva hörnet på byggnaden bort, detta på grund av trafikplanering.
På 1970-talet beslutades, att byggnaden skulle rivas och en ny uppföras, och den 20 februari 1976 påbörjades rivningen av huset. I blåleran under de rivna husen hittades en del arkeologiska fynd och arkeologer från Göteborgs historiska museum var sysselsatta med utgrävningar i flera månader. Bland de omfattande fynden fanns: stora mängder med murtegel och lergods; holländsk och svensk fajans; kinesiskt porslin; stengods samt glas och flaskor.
År 1978 invigde Svenska Handelsbanken det hus, som idag står i hörnet, och som fortfarande kallas Gumperts hörne av en del göteborgare. Bygg- och inredningskostnaderna för Handelsbankens hus uppgick till 18 miljoner kronor. Tengbom arkitekter AB ritade byggnaden.
Gumperts bokhandel flyttade rivningsåret 1976 ett par hundra meter åt nordost, in till Nordstan.